# Morris Minor
Morris Minor er en personbil, der blev udviklet og produceret af britiske Morris Motors. 
Den revolutionerende Morris Minor (oprindeligt kaldet Mosquito, dvs. Myg), i Danmark kendt under den uoficielle danske betegnelse Morris 1000, blev præsenteret på Earls Court Motor Show den 20. september 1948. Morris Minor var sideventilet 850 cc. Den senere Morris 1000 var topventilet og 1000 cc. Den var opkaldt efter en tidligere Morris Minor fra 1928 og var resultatet fra et team ledet af Sir Alec Issigonis, der senere designede Morris Mini. Sir Alec blev berømt for fremstillingen af Mini'en, men var selv mere stolt af Minor'en, der i hans øjne var en bil med mange af de luksusting man kunne forvente af en god bil, men alligevel billig nok til arbejderklassen, mens Mini'en bare var et spartansk transportmiddel hvor alt var skrabet ind til benet for at spare plads og pris.
Den interne politik i BMC (British Motor Corporation) kan være grunden til de ringe salgstal i USA. Havde ledelsen samlet sig mere om denne model, kunne den formentlig have været en værdig modstander til Folkevognsboblen.
Over 1,6 million eksemplarer blev produceret på fabrikken i Cowley, Oxfordshire, England og eksporteret til hele verden, med mange varianter af den oprindelige model. Produktionen fortsatte til 1971, og modellen er i dag højt elsket blandt samlere og entusiaster.
Importør i Danmark var DOMI.